# Alice Roth
Alice Roth (* 6. Februar 1905 in Bern; † 22. Juli 1977 ebenda) war eine Schweizer Mathematikerin, die sich mit Approximationstheorie (Approximation mit rationalen Funktionen) befasste.

## Leben
Roth ging auf die Höhere Töchterschule in Zürich und studierte nach der Matura 1924 Mathematik, Physik und Astronomie an der ETH Zürich mit dem Diplom 1930 bei George Pólya. Danach war sie Lehrerin an höheren Mädchenschulen im Raum Zürich und arbeitete gleichzeitig weiter mit Pólya an der ETH, wo sie 1938 promoviert wurde (Approximationseigenschaften und Strahlengrenzwerte meromorpher und ganzer Funktionen). Damit war sie die zweite Frau überhaupt, die an der ETH in Mathematik promoviert wurde. Für die Dissertation erhielt sie die Silbermedaille der ETH.
Ab 1940 war sie Mathematik- und Physiklehrerin am Humboldtianum in Bern, einer Privatschule. Erst nach ihrer Pensionierung 1971 nahm sie die mathematische Forschung wieder auf, wieder in Approximationstheorie im Komplexen. Eine ihrer Arbeiten war gemeinsam mit Paul Gauthier von der Universität Montreal und mit dem Harvard-Professor Joseph L. Walsh, drei weitere verfasste sie als alleinige Autorin. 1975 wurde sie zu einem Vortrag nach Montreal eingeladen. 1976 erkrankte sie an Krebs und starb ein Jahr später.

## Werk
In ihrer Dissertation gab sie das Beispiel einer kompakten Menge, auf der nicht jede stetige Funktion gleichmässig durch rationale Funktionen approximiert werden kann.  Das Beispiel wurde später als Schweizer Käse (da die Konstruktion von Roth im Erzeugen unendlich vieler Löcher in der Menge besteht) bezeichnet und auch für die Konstruktion anderer Gegenbeispiele in der Theorie von Funktionenräumen benutzt. Ihr Beitrag geriet in Vergessenheit, und ihr Ergebnis wurde 1952 in Russland von Mergelyan unabhängig wiederentdeckt.
Aus ihrer Arbeit von 1976 im Canadian Journal of Mathematics (Bd. 28, S. 104) ist das Fusionslemma von Roth, das sie für ihren in der gleichen Arbeit bewiesenen Approximationssatz benutzte und für das Lokalisierungstheorem von Bishop.